# Landesregierung Gleißner I
Die Landesregierung Gleißner I unter Landeshauptmann Heinrich Gleißner bildete die Oberösterreichische Landesregierung in der XIV. Gesetzgebungsperiode des Oberösterreichischen Landtags von der Wahl Gleißners zum Landeshauptmann am 1. März 1934 bis zur Angelobung der Nachfolgeregierung Gleißner II am 1. November 1934.
Die Landesregierung Gleißner I bildete die Oberösterreichische Landesregierung während der Anfangszeit des Austrofaschismus im Jahr 1934. Nach dem Österreichischen Bürgerkrieg war der bisherige Landeshauptmann Josef Schlegel am 12. Februar 1934 auf Druck der Heimwehr zurückgetreten, woraufhin Heinrich Gleißner die Führung der Oberösterreichischen Landesregierung übernahm. Er führte die Landesregierung in den folgenden Monaten bis hin zur vollständigen Etablierung des „Ständestaates“ in Österreich. Die Mitglieder der Landesregierung stammten dabei überwiegend aus der Christlichsozialen Partei, die 1933 in der Einheitspartei Vaterländischen Front aufgegangen war.
Während der kurzen Amtszeit der Landesregierung schied der Großdeutsche Landesrat Franz Langoth bereits am 5. März 1934 aus der Regierung aus. Ihm folgte der spätere Landesstatthalter (Landeshauptmann-Stellvertreter) Heinrich Wenninger noch am selben Tag nach.

## Regierungsmitglieder
| Amt                                                     | Name                               | Zuständigkeitsbereiche |
| ------------------------------------------------------- | ---------------------------------- | ---------------------- |
| Landeshauptmann                                         | Heinrich Gleißner                  |                        |
| Landesrat                                               | Anton Gasperschitz                 |                        |
| Landesrat                                               | Felix Kern                         |                        |
| Landesrat                                               | Josef Mayrhofer                    |                        |
| Landesrat                                               | Heinrich Wenninger ab 5. März 1934 |                        |
| Vorzeitig ausgeschiedene Mitglieder der Landesregierung |                                    |                        |
| Landesrat                                               | Franz Langoth bis 5. März 1934     |                        |